# Docimi
Dòcim o Docimi (en llatí Docimus o Docimius, en grec Δόκιμος o Δόκιμίος) va ser un jurista grecoromà al que s'atribueix una obra legal escrita en ordre alfabètic que Constantí Harmenopul menciona amb el títol de Τὸ μικρὸν κατὰ στοιχεῖον, i és coneguda normalment com a Synopsis Minor. Aquesta obra va ser inclosa en un llibre de Miquel Ataliota.